# Nicolae Șova
Nicolae Șova, romunski general, * 1885, † 1966.